# Mononemertes scarlata
Mononemertes scarlata är en djurart som tillhör fylumet slemmaskar, och som beskrevs av Ernest F. Coe 1945. Mononemertes scarlata ingår i släktet Mononemertes och familjen Planktonemertidae. Inga underarter finns listade i Catalogue of Life.